# ヴァンサン・シエロ
ヴァンサン・シエロ（Vincent Sierro、1995年10月8日 - ）は、スイス・シオン出身のサッカー選手。リーグ・アン・トゥールーズFC所属。スイス代表。ポジションはMF。

## クラブ経歴
2014-15シーズンにFCシオンでプロデビューを果たし、2017年1月31日、ブンデスリーガに所属していたSCフライブルクに引き抜かれ、2016-17シーズン終了時まではフライブルクのリザーブチームでプレーした。
2018年7月14日、2018-19シーズンは母国スイスのFCザンクト・ガレンへレンタル移籍されることが決定した。ザンクト・ガレンではシーズンを通してレギュラーとして活躍し、ミッドフィールダーながらリーグ戦11得点を挙げた。
2019年6月19日、BSCヤングボーイズに移籍し、4年契約を結んだ。
2023年1月23日、リーグ・アンのトゥールーズFCへ2年半契約で移籍した。
UEFA EURO 2024に選出

## タイトル

### クラブ
ヤングボーイズ
- スーパーリーグ : 1回 (2019-20)
- スイスカップ : 1回 (2019-20)

トゥールーズ
- クープ・ドゥ・フランス：2022-23